# Piràmide d'Amenemhet I
La piràmide d'Amenemhet I fou un monument funerari construït pel faraó Amenemhet I a Lisht. La seva mesura original fou de 55 metres d'altura però avui dia només romanen drets uns 20 metres degut al robatori de materials i a la mala qualitat dels materials i de les tècniques de construcció.
Fou construïda amb blocs de pedra arrabassats de monuments de l'Antic Imperi. Una porta de granit era a l'entrada del nord (avui al Museu d'Antiguitats Egípcies); era al darrere d'una capella que portava a l'accés principal; a la cambra d'enterrament hi va entrar l'aigua i actualment no s'hi pot accedir; es troba a l'eix central de la piràmide. A l'est hi havia una terrassa més baixa que la piràmide amb el temple funerari també en ruïnes.
Dins el recinte hi ha tombes reials i mastabes que corresponien als principals membres de la família reial o als principals funcionaris, incloent la del visir Antekofer, a la cantonada sud-oest. Antekofer tenia una tomba anterior a Tebes en la que se'l nomena Governador de la ciutat i visir". A la tomba es va trobar als anys seixanta una estela on s'explica la seva campanya a Núbia.

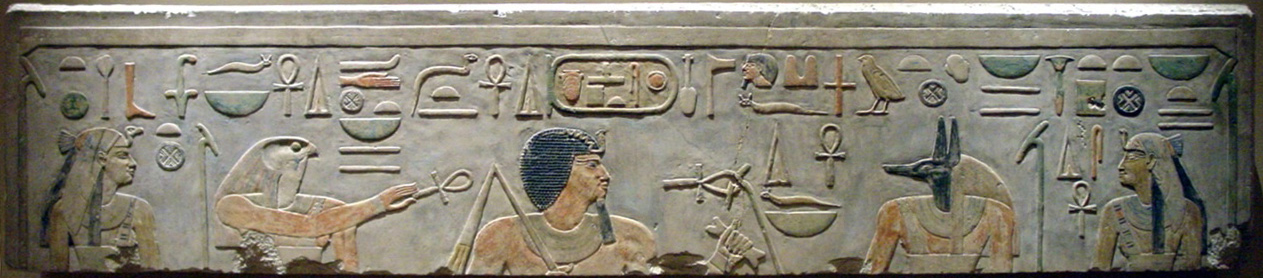
Relleu d'Amenemhet al complex funerari

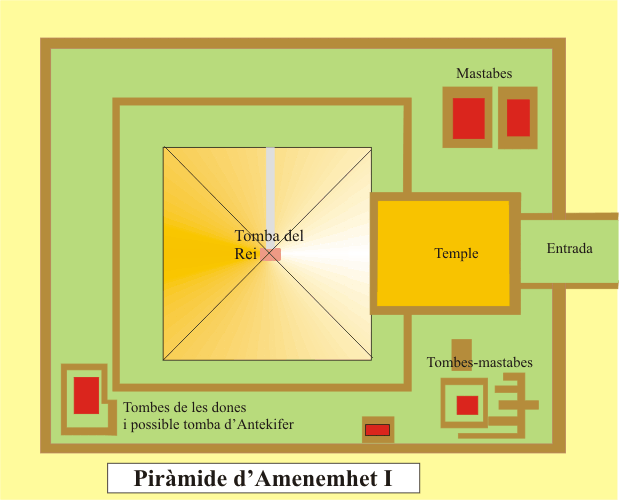
Plànol de la piràmide d'Amenemhet I

A una de les tombes, la de l'intendent de la casa reial, Senebtisi, situada a la cantonada sud-oest del mur, que es va localitzar sencera, es van trobar molts papirs, joies i objectes funeraris. Altres tombes són les de l'encarregat dels vins, Nakht, i el verificador de pesos i mesures, Rehouerdjersen.
Al costat oest del complex hi ha 22 tombes per les dones reials, viudes i filles del rei, alguns dels noms de les quals estan inscrits.
El complex era envoltat per un mur exterior i una calçada anava des del temple funerari a través del mur fins al Nil, però el temple de la vall no ha estat trobat.
Recentment les investigacions han suggerit que Amenemhet I hauria començar a construir la seva primera tomba a Tebes, darrere el turó de Qurna, on una plataforma abans atribuïda a Mentuhotep Sankhkare fou iniciada en l'estil de l'anterior temple de Mentuhotep Nebhepetre a Deir al-Bahri. Però per alguna raó el faraó va decidir traslladar la seva capital al nord i construir la seva piràmide no gaire lluny. La piràmide és a l'extrem nord de la necròpolis.
Al sud de la piràmide hi ha tombes de l'Imperi vell i més al sud un cementiri grecoromà, ja proper a la ciutat de Lisht o Al-Lisht.
El primer que la va visitar fou Maspero el 1882 i després fou explorada per l'Institut Francès Oriental d'Arqueologia (1884-1885). Al començament del segle xx fou excavada per un equip americà del Museu Metropolità de Nova York, que encara periòdicament realitza excavacions al lloc.
Actualment només es pot veure de lluny des del llogaret de Bahr al-Libeini i altres llocs menys adients. No es pot visitar sense gaudir d'un permís especial.